# Комунистички универзитет националних мањина Запада
Комунистички универзитет националних мањина Запада (рус. Коммунистический университет национальных меньшинств Запада), скраћено КУНМЗ, је универзитет основан одлуком Савета народних комесара 28. новембра 1921. године у Москви, у сврху образовања партијских кадрова из западних региона Русије и Поволшких Немаца.
У периоду од 1929. до 1930. године на Универзитет су почели пристизати припадници комунистичких партија из Централне Европе, Скандинавије, Балкана и Италије. Универзитет је ускоро прилагођен да буде интернационална школа и за образовање кадрова из осталих комунистичких партија Европе, како би се приказао дух „братских комунистичких партија“. Програм образовања је у просеку трајао од две до три године. Након завршетка образовања, страни кадрови би одлазили натраг у своје земље.
Први ректор Унивезитета био је Јулијан Мархлевски. Кроз школовање у Универзитету прошло је неколико хиљада партијских радника различите националности. КУНМЗ је укинут 7. и 8. маја 1936. године одлуком Извршног комитета Коминтерне.

## Југословенски сектор КУНМЗ
На КУНМЗ-у је међу осталима постојао и Југословенски сектор. Многи чланови Комунистичке партије Југославије су крајем 20-их и за време 30-их година похађали предавања на Универзитету.
Неки слушаоци предавања били су:
- Карло Мразовић
- Светислав Стефановић Ћећа
- Фрањо Огулинац Сељо
- Божидар Масларић
- Риста Самарџић
- Јован Веселинов
- Анка Буторац
- Миха Маринко
- Никола Ковачевић
- Стјепан Ђаковић

Неки од предавача на Југословенском сектору били су:
- Јосип Броз Тито
- Едвард Кардељ
- Божидар Масларић
- Владимир Чопић
- Брацан Брацановић
- Влајко Беговић
- Иван Регент
- Роман Филипчев

Неки од управитеља сектора били су:
- Иван Крндељ
- Никола Ковачевић
- Брацан Брацановић
- Роман Филипчев